# Corbeau à queue courte
Corvus rhipidurus
Espèce
Statut de conservation UICN

 LC  : Préoccupation mineure
Le Corbeau à queue courte (Corvus rhipidurus) est une espèce de passereaux de la famille des corvidés originaire de l'Afrique de l'Est et de la péninsule Arabique. Comme le Corbeau à cou blanc, c'est l'une des espèces les plus petites (47 cm de longueur), il a en fait la même taille qu'une Corneille noire, mais avec un bec beaucoup plus épais, une queue plus courte et des ailes beaucoup plus grandes.

## Description

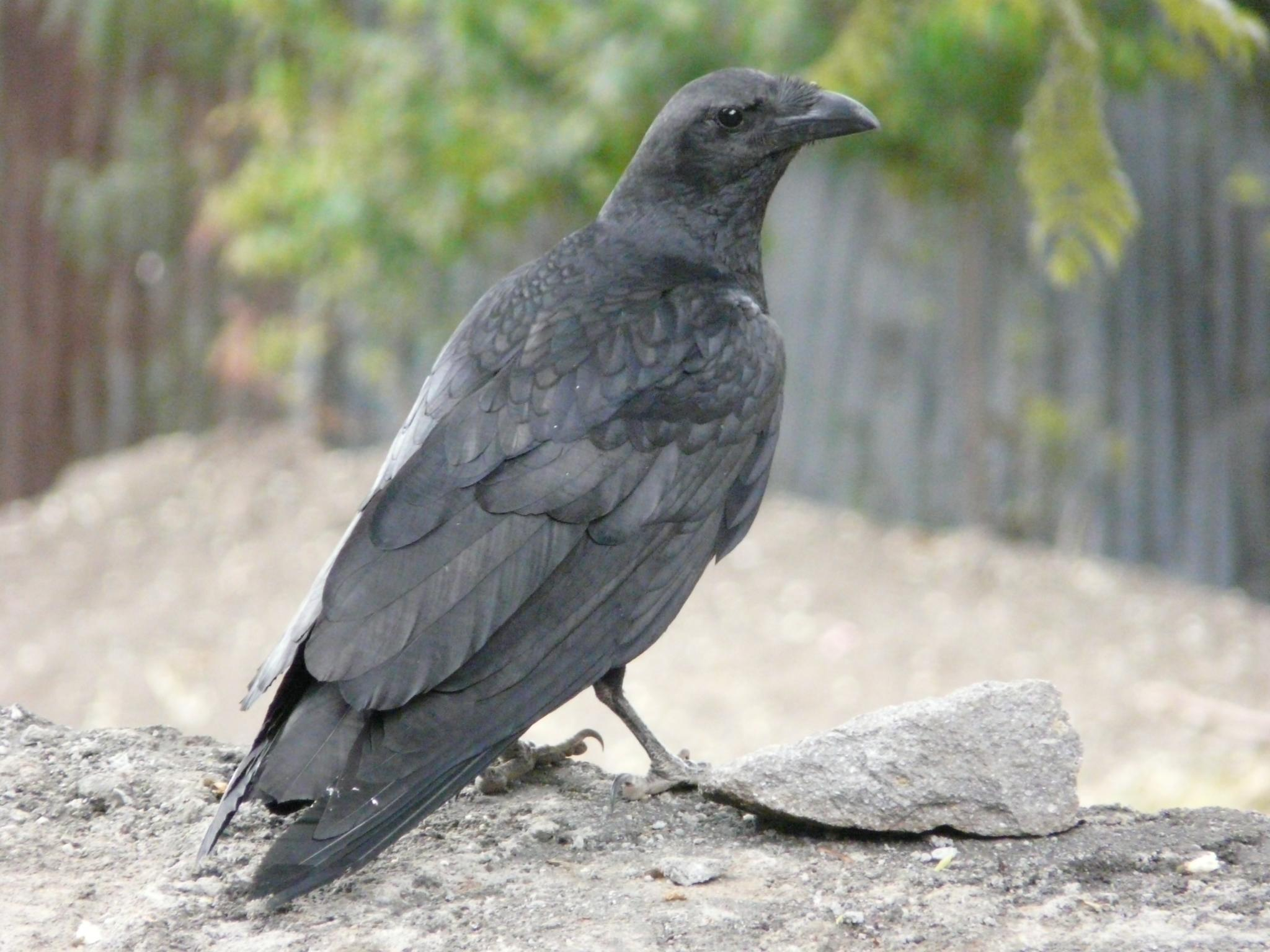
Corvus rhipidurus juvénile

Le Corbeau à queue courte est entièrement noir, y compris le bec et les pattes et le plumage a un reflet bleu violacé brillant sous un bon éclairage. Le plumage usé est légèrement brun cuivré. La base des plumes sur la partie supérieure du cou est blanc mais n'est visible que si l'oiseau est inspecté ou si une forte rafale de vent lui ébouriffe les plumes. Les plumes du cou sont plus courtes que chez la plupart des autres corbeaux.
Le cri est décrit comme des croassements gutturaux mélangé avec des coassements.

## Distribution

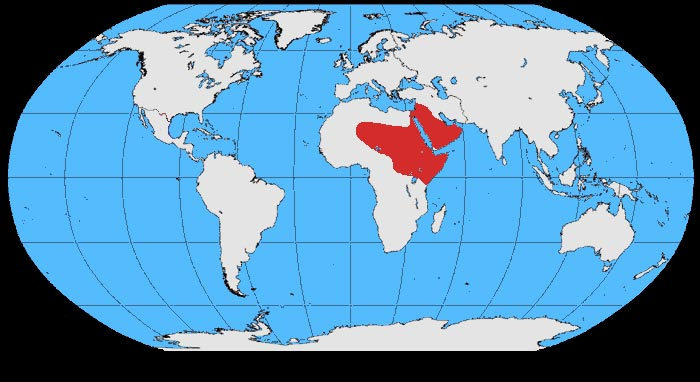
Carte de répartition de l'espèce.

Cet oiseau vit au Moyen-Orient, en Afrique du Nord, dans la péninsule arabique, au sud du Soudan et au Kenya. Il est présent aussi à travers le massif de l'Aïr jusqu'au Sud du Sahara.

## Habitat
Cette espèce vit dans le désert ou les régions sèches dégagées qui ont des falaises pour la nidification.

## Comportement
Cet oiseau est un excellent voilier et peut parcourir ainsi des distances énormes à la recherche de nourriture en utilisant ses grandes ailes pour glisser sur les courants d'air chauds à la manière des vautours.
Il monte et joue dans les courants thermiques encore plus que d'autres espèces de corbeaux et est souvent associé au Corbeau brun pour se percher comme lui dans les arbres.

### Alimentation
La nourriture est toujours prise sur le sol et comprend toutes sortes d'insectes et autres invertébrés, des céréales prises à partir de fumier, des charognes d'animaux et des restes de nourriture humaine. Cet oiseau se nourrit également de parasites sur la peau de chameaux et, s'il n'est pas pourchassé, rôde autour des décharges et des sites de camping à la recherche de déchets alimentaires. Il mange des fruits de tous types.

### Reproduction
Cette espèce niche dans les rochers et dans les creux de falaises bien que très rarement en Somalie, on l'ait vu nicher dans les arbres. Il y a généralement 2 à 4 œufs de pondus. Le Coucou geai (Clamator glandarius) utilise parfois cette espèce comme hôte.

## Galerie

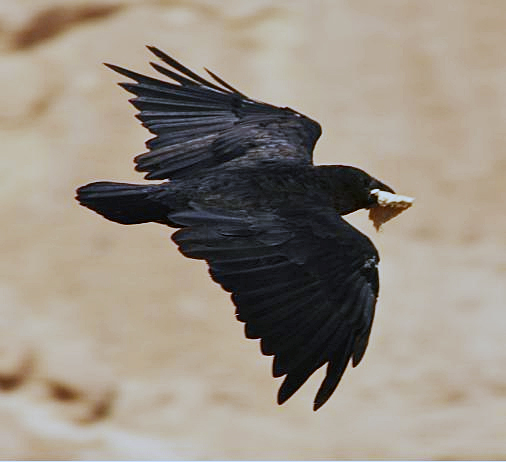
En vol